# Romans (groupe)
Pour les articles homonymes, voir Romans.
ROMANS est un groupe de J-pop féminin temporaire du Hello! Project, à l'image sexy, créé en 2003 le temps d'un single.

## Membres
- Mari Yaguchi (leader ; de Morning Musume)
- Rika Ishikawa (de Morning Musume)
- Ayaka Kimura (de Coconuts Musume)
- Mai Satoda (de Country Musume)
- Hitomi Saito (de Melon Kinenbi)

## Single
- 20/08/2003 : Sexy Night ~Wasurerarenai Kare~

## Liens
- Discographie officielle